# Hugo Jung (Politiker)
Moritz Christian Hugo Jung (* 29. Januar 1844 in Arnstadt; † 3. Februar 1919 ebenda) war ein deutscher Lehrer und Politiker.

## Leben
Jung war der Sohn des Kaufmanns Carl Friedrich August Jung und dessen Ehefrau Louise Friederike Auguste geborene Wellendorf. Er war evangelisch-lutherischer Konfession und heiratete am 6. August 1872 in Ilmenau Bianca Ernestine Auguste Ferdinande Schafft (* 4. Februar 1851 in Waltershausen; † 5. November 1819 in Arnstadt), die Tochter des Kaufmanns Gottlob Schafft.
Jung besuchte von 1850 bis 1854 die Bürgerschule in Arnstadt und von 1854 bis 1863 das dortige Gymnasium. 1863 legte er das Abitur ab und studierte dann Chemie, Mineralogie, Zoologie und Physik in Leipzig (1863/64), Heidelberg (1864/65) und Berlin (1865/67). Am 30. November 1867 wurde er in Jena zum Dr. phil. promoviert.
Nach dem Studium arbeitete er kaufmännisch im väterlichen Unternehmen. Im Jahr 1868 wurde er Chemiker in der Rotterschen Farbenfabrik in Amberg in der Oberpfalz. 1871 machte er sich mit einer Tuschfarben- und Tuschkastenfabrik im Haus des Vaters selbstständig. 1884/85 schloss er diese Unternehmen und übernahm die väterliche Firma. 1889 verkaufte er auch diese an den Kaufmann Karl Röser.
Bereits ab 1879 hatte er an Arnstädter Privatschulen als Lehrer für naturkundliche Fächer gearbeitet. 1889 wurde er Lehrer für Handelskunde an der Fürstlichen Realschule in Arnstadt. Um eine feste Staatsanstellung zu erhalten, legte er am 22. Juli 1891 das Examen pro facultate docendi in Leipzig ab. Mit dieser Lehrbefähigung für Botanik, Zoologie und Chemie in allen Klassen, für Mineralogie und Physik in den mittleren und für Erdkunde in den unteren Klassen wurde er am 23. Februar 1892 als Gymnasiallehrer in Arnstadt angestellt. Am 7. August 1893 wurde er Oberlehrer, am 20. November 1910 Professor am Gymnasium in Arnstadt. Am 1. April 1914 trat er auf eigenen Antrag in den Ruhestand.
Er war Mitglied und ab 1881 Vorsitzender des Gewerbevereins von 1836. 1901 war er Initiator der Gründung einer Handwerkskammer für beide Schwarzburger Staaten und wurde Sekretär der Kammer. Bis 1918 war er Prüfungskommissar für den handwerklichen Nachwuchs. Er war Mitglied, von 1972 bis 1902 Vorstandsmitglied und von 1872 bis 1882 sowie von 1898 bis 1902 Vorsitzender des Musikvereins von 1829. Daneben war er Mitglied der Museumsgesellschaft. Seine umfangreiche naturkundliche Sammlung wurde nach seinem Tod dem Museum geschenkt.
Vom 5. Oktober 1885 bis zum 31. Dezember 1891 war er Abgeordneter im Landtag des Fürstentums Schwarzburg-Sondershausen. Ab Anfang der 1870er Jahre war er sechs Jahre lang Mitglied des Arnstädter Gemeinderates.
Am 10. November 1907 erhielt er das fürstlichen Ehrenkreuz III. Klasse, am 8. August 1885 die goldene Medaille für gewerbliche Verdienste am blauen Band und 1907 die Medaille aus Anlass des 25-jährigen Regierungsjubiläums des Fürsten Karl Günther.

## Werke
- Die Eisen-  und Manganerze in der Umgebung Ilmenaus, Diss. 1867